# Incidentul OZN de la Coyame
Incidentul OZN de la Coyame este un raport privind o coliziune dintre un mic avion și un OZN care ar fi avut loc pe 25 august 1974 lângă orașul mexican Coyame, Chihuahua, aproape de frontiera cu Statele Unite. 

## Istoria

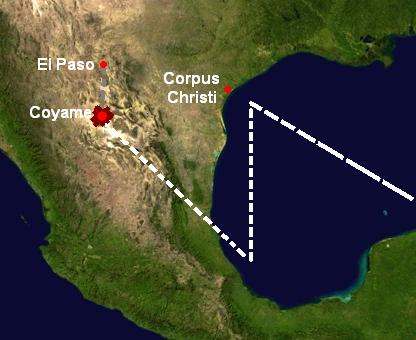
Incidentul OZN de la Coyame - Harta. Avionul (gri), OZN-ul (alb).

Pe 24 august 1974, un radar al defensivei aeriene a Statelor Unite a detectat un obiect necunoscut, care se deplasa cu viteza de 4.000 km/h. Obiectul se afla în Golful Mexic, lângă orașul Corpus Christi, Texas. Apoi, rapid, obiectul și-a schimbat direcția spre Coyame. Între timp, un planor zbura dinspre El Paso spre Ciudad de México.
Radarul american a detectat atât OZN-ul cât și avionul până la un moment când ambele au dispărut în același punct. Guvernul mexican a trimis o echipă de recuperare, în timp ce autoritățile americane au început să asculte activitățile mexicanilor. 
Armata SUA a oferit servicii de recuperare guvernului mexican, dar au fost respinse. În baza aeriană unde se afla radarul american, s-au pregătit patru elicoptere și o echipă de recuperare la Coyame. Fără nicio autorizație din partea guvernului mexican, americanii au intrat pe ascuns în Mexic. Atunci când echipa de recuperare a Statelor Unite a sosit la fața locului, a observat un obiect ciudat metalic, împreună cu resturile avionului și, la câțiva metri, un vehicul de armată mexican cu patru persoane ucise în el, din motive necunoscute. Vezi un raport detaliat pe site-ul Anei Luisa Cid CAZUL Coyame.

## Cărți
- Torres, Noe and Ruben Uriarte. Mexico's Roswell: The Chihuahua UFO Crash. RoswellBooks.com, 2nd ed., 2008 (ISBN 978-0-9817597-1-5).
- Stringfield, Leonard. UFO Crash Retrievals: Search for Proof in a Hall of Mirrors (Status Report VII), 1994.
- Wood, Ryan S. Majic Eyes Only: Earth's Encounters with Extraterrestrial Technology. Broomfield, CO: Wood Enterprises, 2005, pp. 177–182 (ISBN 0-9772059-0-8).

## Televiziune
- UFO Files: Mexico's Roswell. Dir. Vincent Kralyevich. DVD. A&E Television Networks, 2008. (ASIN B001CU7VEA ).
- UFO Hunters: Crash and Retrieval. DVD. A&E Television Networks, 2008.